# A Chave do Tamanho
A Chave do Tamanho é um livro infantil de autoria de Monteiro Lobato e publicado em 1942. A Narizinho; tia Nastácia, a cozinheira; Visconde de Sabugosa, um sabugo de milho muito sábio; Quindim, um rinoceronte domesticado; Conselheiro, um burro falante e Marquês de Rabicó, o porquinho que foi casado com Emília, a boneca de pano que foi evoluindo até virar gente. E Emília é a protagonista deste livro, onde é relatada uma travessura sua: a redução temporária no tamanho das criaturas humanas.

## Resenha
A Chave do tamanho é de autoria de Monteiro Lobato onde a principal personagem é Emília.
Dona Benta anda arrasada devido aos horrores da guerra, para ajudar Emília tem mais de suas ideias brilhantes e resolve ir em busca da chave da guerra, mas, por uma trapalhada, acaba desligando a chave do tamanho. Quando Emília retorna ao Sítio, percebe que havia feito tremendos estragos e poderia trazer o fim do mundo!

## Capítulos
1. Pôr-do-sol de trombeta
2. A chave do tamanho
3. Por causa do pinto sura
4. A viagem pelo jardim
5. Aventuras
6. A família do Major Apolinário
7. Juquinha conta a sua história
8. A travessia das salas
9. A estante dos remédios
10. O Ford escangalhado
11. O ninho do beija-flor
12. O gigante de cartola
13. Revelações
14. O caminho do Pica-pau Amarelo
15. O Coronel Teodorico
16. "O terror do lago"
17. Rabicó, o canibal
18. O filósofo chinês
19. Viagem pelo mundo
20. A cidade do Balde
21. A ordem nova
22. Na Casa Branca
23. Ainda lá
24. O plebiscito
25. A Volta do Tamanho